# Darling in the Franxx
Darling in the Franxx (jap. ダーリン・イン・ザ・フランキス, Dārin In Za Furankisu, im Untertitel: DARLING in the FRANXX) ist eine seit Januar 2018 laufende, insgesamt 24 Episoden umfassende Science-Fiction-Animeserie, die vom Studio Trigger in Zusammenarbeit mit A-1 Pictures produziert wird. Eine Ausstrahlung auf internationaler Ebene erfolgt über Crunchyroll und Funimation. Einen Tag nach der Ausstrahlung der ersten Episode des Animes startete die Mangaserie von Kentarō Yabuki in Japan.

## Handlung
Die Handlung von Darling in the Franxx findet in einer postapokalyptischen Zukunft statt, in der die Menschheit durch gigantische Bestien, den Klaxosaurs (叫竜 kyoryū, deutsch ‚Brüllsaurier‘), in ernste Gefahr geraten sind. Die Überbleibsel der Menschheit leben in mobilen Städten, den Plantations, in denen Kinder gezüchtet werden um in gigantischen Mechas, den Franxx, gegen die Bedrohung in den Kampf zu ziehen. Die Franxx lassen sich lediglich als Junge/Mädchen-Paare – Parasit genannt – steuern.
Hiro, eines der Kinder, dem ein besonderes Talent vorhergesagt wurde, versagte bei einem Test. So kann er keine dieser gigantischen Maschinen steuern und verlor jeglichen Lebenssinn. Als er der Abschlusszeremonie fern bleibt, trifft er auf Zero Two, eine berüchtigte Franxx-Pilotin, die einer Rasse Menschen mit Klaxosaur-Blut angehört. Nachdem ihr Partner bei einem Angriff der Klaxosaur getötet wird, überzeugt sie Hiro, ihr neuer Partner zu werden, den sie als ihren Darling bezeichnet.

## Charaktere

### Hauptcharaktere
Piloten des Franxx Strelizia:
Code 016 (コード 016, Kōdo 016)/Hiro (ヒロ)
Hiro, eigentlich Code 016, wurde einst als Wunderkind angesehen. Er schied als Pilotkadett aus, nachdem er seine Fähigkeit, einen Franxx zu steuern, verloren hatte, bis er auf Zero Two traf. Er sucht seinen Platz in der „Mysteltainn“, dem Haus, in welchem die Kinder untergebracht sind. Er ist bisher der einzige Pilot, der in der Lage ist, den Franxx Strelizia zu steuern, ohne Verletzungen dadurch zu erleiden. Nur beim allerersten Versuch, Strelzia zu steuern, verlor er das Bewusstsein. Ursprünglich wurde er als Anführer der Franxx-Piloten betrachtet. Er ist derjenige, der seinen Geschwistern „Spitznamen“ gegeben hat.
Code 002 (コード 002, Kōdo 002)/Zero Two (ゼロツー, Zero Tsū)
Eine mysteriöse junge Frau mit roten Hörnern auf dem Kopf, sehr viel Energie und einem ausgeprägten Sinn für Humor. Sie trägt das blaue Blut der Klaxosaur in sich. Zero Two ist eine berüchtigte Franxx-Pilotin der APE-Spezialeinheit, der nachgesagt wird, ihre Partnerpiloten zu töten.
Piloten des Franxx Delphinium:
Code 015 (コード 015, Kōdo 015)/Ichigo (イチゴ)
Sie ist die Anführerin ihrer Gruppe und die beste Freundin von Hiro und Goro seit ihrer Kindheit. Sie hat unterdrückte Gefühle für Hiro, während sie eine stoische Beziehung zu den anderen pflegt.
Code 056 (コード 056, Kōdo 056)/Gorō (ゴロー)
Der beste Freund von Hiro und Ichigo seit ihrer Kindheit. Er hat im Geheimen Gefühle für Ichigo, unterdrückt sie jedoch, weil ihm die Gefühle von Ichigo für Hiro bewusst sind.
Piloten des Franxx Argentea:
Code 390 (コード 390, Kōdo 390)/Miku (ミク)
Eine Franxx-Pilotin mit kindischem Charakter. Sie gerät oft mit ihrem Partner Zorome aneinander.
Code 666 (コード 666, Kōdo 666)/Zorome (ゾロメ)
Zorome hat einen widerlichen, unausstehlichen und lüsternen Charakter. Er hegt einen Groll gegenüber Hiro und lässt keine Chance aus, diesen zu hänseln. Später akzeptiert er Hiro als Kameraden und sieht ihn auch als einen seiner Freunde. Zorome handelt meistens, ohne eine Sekunde nachzudenken und kann manchmal impulsiv und auch kindisch sein. Futoshi beleidigt er ebenso gerne wie Hiro.
Piloten des Franxx Genista:
Code 556 (コード 556, Kōdo 556)/Kokoro (ココロ)
Kokoro ist eine Franxx-Pilotin mit einem sanftmütigen Charakter und freundlicher Ausstrahlung gegenüber ihren Geschwistern. Im Verlauf fühlt sie sich immer mehr zu Mitsuru hingezogen.
Code 214 (コード 214, Kōdo 214)/Futoshi (フトシ)
Futoshi ist ein pummeliger Franxx-Pilot, der ständig mit essen beschäftigt ist. Wegen seines Übergewichts wird er von Zorome gehänselt. Insgeheim hat er Gefühle für Kokoro, der er das Versprechen gibt, sie immer zu beschützen, solange sie in einem Franxx sitzen.
Piloten des Franxx Chlorophytum:
Code 196 (コード 196, Kōdo 196)/Ikuno (イクノ)
Ikuno ist eine ruhige und in sich gekehrte Franxx-Pilotin.
Code 326 (コード 326, Kōdo 326)/Mitsuru (ミツル)
Mitsuru ist ein ruhiger, aber ein dafür überwältigender Franxx-Pilot. Wie Zorome hegt auch Mitsuru einen Groll gegenüber Hiro, allerdings zeigt er dies nicht so auffällig wie Zorome. Bei seinem zweiten Einsatz steuert er einen Franxx mit Zero Two, da seine eigentliche Partnerin Ikuno auffällige Werte verzeichnet, und erleidet dabei physische und psychische Schäden.

### Nebencharaktere
Code 703 (コード 703, Kōdo 703)/Naomi (ナオミ)
Naomi ist die frühere Partnerin von Hiro und wurde wie ebendieser aus dem Pilotenprogramm verwiesen. Bei ihrer Umsiedelung wird ihre Kapsel von einem Klaxosaur angegriffen und sie dabei schwer verletzt.

## Medien

### Anime
Die Animeserie wurde während der Anime Expo im Juli 2017 vom Animationsstudio Trigger angekündigt. Als Partner konnte A-1 Pictures gewonnen werden. Als Regisseur zeigt sich Atsushi Nishigori für die Umsetzung des Anime verantwortlich. Das Charakterdesign übernimmt Masayoshi Tanaka. Produziert wird Darling in the Franxx von Yōsuke Toba, Mikio Uetsuki und Eiichi Kamagata, während die Musik aus der Feder von Asami Tachibana stammt. Das Opening ist das Lied Kiss of Death von Mika Nakashima und Hyde, das Lied im Abspann der ersten sechs Episoden ist Torikago gesungen von XX:me (gesprochen Kiss me) – gesungen von den Synchronsprecherinnen der weiblichen Hauptcharaktere.
Die 24 Folgen wurden vom 13. Januar bis 7. Juli auf Tokyo MX, Tochigi TV, Gunma TV, BS11 erstausgestrahlt, sowie mit einigen Stunden bis Tagen Versatz auch auf Asahi Hōsō TV, Mētele, AT-X, Hiroshima Home TV, San’in Hōsō und Biwako Hōsō. Crunchyroll zeigt die Animeserie im Simulcast u. a. mit deutschen Untertiteln, während Funimation Darling in the Franxx in englischer Synchronisation ausstrahlt.
Crunchyroll bestellte für die Serie eine deutsche Synchronisation, welche am 11. September 2019 dort veröffentlicht wurde. Im Rahmen des Deals zwischen Crunchyroll und Kazé Deutschland, hat Kazé die Disc-Lizenz erworben und wird den Anime auf DVD und BluRay veröffentlichen.
Die weiteren Abspanntitel, ebenfalls von XX:me gesungen, sind:
- Episoden 1–6: Torikago (トリカゴ)
- Episode 7: Manatsu no Setsuna (真夏のセツナ)
- Episoden 8–12, 14: Beautiful World
- Episode 13: Hitori (ひとり)

Eine DVD- und Blu-Ray-Veröffentlichung mit den ersten drei Episoden der Animeserie ist für den 25. April 2018 in Japan geplant. Die limitierte Version enthält eine zusätzliche CD mit der im Anime verwendeten Musik.

#### Episodenliste
| Nr. (ges.) | Nr. (St.) | Deutscher Titel                             | Originaltitel                                           | Erstausstrahlung Japan |
| ---------- | --------- | ------------------------------------------- | ------------------------------------------------------- | ---------------------- |
| 1          | 1         | Einsam und allein                           | Hitori to Hitori (独りとヒトリ)                         | 13. Jan. 2018          |
| 2          | 2         | Was es bedeutet, sich zu verbinden          | Tsunagaru to Iu Koto (繋がるということ)                 | 20. Jan. 2018          |
| 3          | 3         | Marionette des Kriegs                       | Tatakau Ningyō (戦う人形)                               | 27. Jan. 2018          |
| 4          | 4         | Flap Flap                                   | Frappu Frappu (フラップ・フラップ)                      | 3. Feb. 2018           |
| 5          | 5         | Deine Stacheln, mein Abzeichen              | Kimi no Toge, Boku no Shirushi (キミの棘、ボクのしるし) | 10. Feb. 2018          |
| 6          | 6         | DARLING in the FRANXX                       | Dārin in za Furankusu (ダーリン・イン・ザ・フランクス)  | 17. Feb. 2018          |
| 7          | 7         | Sternschnuppen-Moratorium                   | Ryūsei Moratoriamu (流星モラトリアム)                   | 24. Feb. 2018          |
| 8          | 8         | Jungs × Mädchen                             | Otoko no Ko × Onna no Ko (男の子×女の子)                | 3. März 2018           |
| 9          | 9         | Dreieck-Bombe                               | Toraianguru Bomu (トライアングル・ボム)                 | 10. März 2018          |
| 10         | 10        | Die ewige Stadt                             | Eien no Machi (永遠の街)                                | 17. März 2018          |
| 11         | 11        | Partnertausch                               | Pātonā Shaffuru (パートナーシャッフル)                  | 24. März 2018          |
| 12         | 12        | Garden / Wo alles begann                    | Gāden / Hajimari no Niwa (ガーデン／始まりの庭)         | 31. März 2018          |
| 13         | 13        | Der Dämon und der Prinz                     | Mamono to Ōji-sama (まものと王子様)                     | 7. Apr. 2018           |
| 14         | 14        | Strafe und Geständnis                       | Tsumi to Kokuhaku (罪と告白)                            | 14. Apr. 2018          |
| 15         | 15        | Paarvogel                                   | Hiyoku no Tori (比翼の鳥)                               | 21. Apr. 2018          |
| 16         | 16        | Unser Alltag                                | Bokutachi no Hibi (ぼくたちの日々)                      | 5. Mai 2018            |
| 17         | 17        | Paradies                                    | Rakuen (楽園)                                           | 12. Mai 2018           |
| 18         | 18        | Wenn die Kirschblüten blühen                | Sakura no Hanagasaku Koro ni (桜の花が咲く頃に)         | 19. Mai 2018           |
| 19         | 19        | Die der Menschlichkeit verlustig Gegangenen | Hito Narazaru Monotachi (人ならざるモノたち)            | 26. Mai 2018           |
| 20         | 20        | Eine neue Welt                              | Atarashii Sekai (新しい世界)                            | 9. Juni 2018           |
| 21         | 21        | Für dich, meine Liebe                       | Daisuki na Anata no Tame ni (大好きなあなたのために)    | 16. Juni 2018          |
| 22         | 22        | Stargazer                                   | Sutāgeizā (スターゲイザー)                              | 23. Juni 2018          |
| 23         | 23        | Darling in the FranXX                       | Dārin in za Furankisu (ダーリン・イン・ザ・フランキス)  | 30. Juni 2018          |
| 24         | 24        | Lass mich nicht los                         | Watashi o Hanasanaide (わたしを離さないで)              | 7. Juli 2018           |

#### Synchronsprecher
| Rolle                  | Japanische/r Sprecher/in (Seiyū)                 | Deutsche/r Sprecher/in |
| Hauptcharaktere        | Hauptcharaktere                                  | Hauptcharaktere        |
| ---------------------- | ------------------------------------------------ | ---------------------- |
| Code:016/Hiro          | Yūto Uemura (Gegenwart) Ami Koshimizu (Kindheit) | Maximilian Belle       |
| Code:002/Zero Two      | Haruka Tomatsu                                   | Shanti Chakraborty     |
| Code:015/Ichigo        | Kana Ichinose                                    | Chantal Busse          |
| Code:056/Goro          | Yūichirō Umehara                                 | Fabian Rohm            |
| Code:390/Miku          | Nanami Yamashita                                 | Amira Leisner          |
| Code:666/Zorome        | Mutsumi Tamura                                   | Sandro Blümel          |
| Code:556/Kokoro        | Saori Hayami                                     | Katharina von Daake    |
| Code:214/Futoshi       | Hiroki Gotō                                      | Malte Wetzel           |
| Code:196/Ikuro (Ikuno) | Shizuka Ishigami                                 | Dagmar Bittner         |
| Code:326/Mitsuru       | Aoi Ishikawa                                     | Tobias Kern            |
| Nebencharaktere        |                                                  |                        |
| Nana                   | Marina Inoue                                     | Friederike Sipp        |
| Hachi                  | Katsuyuki Konishi                                | Julius Braach          |
| Dr. Franxx             | Kenyuu Horiuchi                                  | Klaus Münster          |
| Code:703/Naomi         | Ami Koshimizu                                    | Patricia Strasburger   |

### Manga
Einen Tag nach Ausstrahlung der ersten Episode des Animes wurden zwei Spin-off-Mangas auf der Webseite Shōnen Jump+ veröffentlicht. Die Yonkoma-Serie wurde von Januar bis Juli 2018 von Mato gezeichnet und die Hauptserie von Kentarō Yabuki. Letztere erschien von Januar 2018 bis Januar 2020 und wurde auch gesammelt in acht Bänden veröffentlicht. In der ersten Woche verkaufte sich der erste Band des Mangas knapp mehr als 50.000-mal, wodurch es auf Platz zehn der japanischen Bestsellerliste für Manga einstieg.
Die Hauptserie von Kentarō Yabuki erscheint seit August 2024 in einer Übersetzung von Rahel Niedermann auf Deutsch bei Manga Cult in bisher sieben Bänden (Stand August 2025).

#### Veröffentlichungen
| Band | Japanisch        | Japanisch               | Deutsch          | Deutsch                |
| Band | Veröffentlichung | ISBN                    | Veröffentlichung | ISBN                   |
| ---- | ---------------- | ----------------------- | ---------------- | ---------------------- |
| 1    | 3. Feb. 2018     | ISBN 978-4-08-881454-4. | 1. Aug. 2024     | ISBN 978-3-7573-0316-7 |
| 2    | 2. Mai 2018      | ISBN 978-4-08-881493-3. | 2. Okt. 2024     | ISBN 978-3-7573-0317-4 |
| 3    | 4. Okt. 2018     | ISBN 978-4-08-881620-3. | 5. Dez. 2024     | ISBN 978-3-7573-0318-1 |
| 4    | 4. Feb. 2019     | ISBN 978-4-08-881752-1. | 6. Feb. 2025     | ISBN 978-3-7573-0319-8 |
| 5    | 2. Mai 2019      | ISBN 978-4-08-881854-2. | 8. Mai 2025      | ISBN 978-3-75730-320-4 |
| 6    | 4. Sep. 2019     | ISBN 978-4-08-882048-4. | 5. Juni 2025     | ISBN 978-3-75730-321-1 |
| 7    | 4. Jan. 2020     | ISBN 978-4-08-882196-2. | 7. Aug. 2025     | ISBN 978-3-75730-322-8 |
| 8    | 3. Apr. 2020     | ISBN 978-4-08-882277-8. | 2. Okt. 2025     | ISBN 978-3-7573-0323-5 |

## Kontroverse
Nach der Ausstrahlung der 14. Episode des Anime am 15. April 2018 erhielt der Produzent Yuichi Fukushima Wut-Mails von Zuschauern der Animeserie, da diese mit dem Verhalten von Ichigo gegenüber Zero Two nicht einverstanden waren. Yuichi postete zwei Mitteilungen auf dem sozialen Netzwerk Twitter, in der er dem Produktionsteam für die Erarbeitung der Episode dankte und die „einzigartige Endsequenz“ ebendieser lobte. Beide Postings wurden von enttäuschten Zuschauern der Serie kommentiert, die ihren Unmut zu Ausdruck brachten. Manche Mails beinhalteten Morddrohungen gegenüber dem Regisseur und dem Autor der Folge. Andere Kommentare drohten mit der Ermordung der Familie des Screenwriters und forderten Fukushima auf den Autoren Hiroshi Seko zu entlassen bzw. gar zu töten. Unter dem Hashtag #bitchigo, der hauptsächlich von englischsprachigen Zuschauern verwendet wurde, ließen diese ihren Frust raus und wünschten dem Charakter den Serientod.